# فرخنده سبزوزرد
فرخنده سبزوزرد (نام علمی: Bangsia flavovirens) گونه‌ای از پرندگان از تیرهٔ فرخندگان (Thraupidae) است. در گذشته به عنوان فرخنده بیشه سبزوزرد یا سبزجامه سبزوزرد شناخته می‌شد زیرا در گذشته در سردهٔ سبزجامه‌ها با دیگر فرخنده‌های بیشه قرار می‌گرفت. سردهٔ Chlorospingus به عنوان یک کل در گذشته در تیرهٔ فرخندگان (Thraupidae) جای می‌گرفت، اما زمانی که تجزیه و تحلیل ژنتیکی دو گونه Chlorospingus نشان داد که آنها در خانواده دوم جاسازی شده‌اند به گنجشک‌های جهان جدید منتقل شد. با این حال، اخیراً، تجزیه و تحلیل مولکولی گونه‌های دیگر Chlorospingus نشان داد که فرخنده سبزوزرد عضوی از سردهٔ Chlorospingus (یا هر گنجشک دیگری در جهان جدید) نیست، بلکه یک فرخنده راستین است که نزدیک‌ترین ارتباط را با فرخنده آبی‌وزرین دارد؛ بنابراین، این گونه به تیرهٔ فرخندگان (Thraupidae) برگردانده شد و در سردهٔ Bangsia قرار گرفت.
فرخنده سبزوزرد در کلمبیا و اکوادور یافت می‌شود. زیستگاه طبیعی آن جنگل‌های جلگه‌ای نمناک نیمه‌گرمسیری و جنگل‌های کوهستانی نمناک نیمه‌گرمسیری یا گرمسیری است. نابودی زیستگاه آن را تهدید می‌کند.